# Marshall Jevons
Marshall Jevons ist das Pseudonym der beiden Wirtschaftsprofessoren William Breit (Trinity University) und Kenneth G. Elzinga, (University of Virginia).
Die Wahl des Namens Marshall Jevons ist eine Hommage an zwei britische Ökonomen des 19. Jahrhunderts: Alfred Marshall und William Stanley Jevons. Zwischen 1978 und 1998 brachten sie drei Krimis um den Harvard Professor Henry Spearman heraus. Der Protagonist löst seine Kriminalfälle auf Grund wirtschaftlicher Prinzipien. 

## Bibliographie
- 1978: Murder at the Margin
- 1985: The Fatal Equilibrium
- 1998: A Deadly Indifference